# 金城俊樹
金城俊樹（金城ジャスティン俊樹，1997年2月22日—），日本足球運動員，司職中場，現效力日丙球隊SC相模原。

## 俱樂部生涯
金城俊树出生于1997年2月22日，身高181公分，出生于日本冲绳县，持有日本和美国的双重国籍。他在日本业余联赛接受训练后，被慕尼黑1860看上，随后加盟了其青训。
金城·贾斯丁·俊树2016年初从慕尼黑1860青年队转会而来，2年半时间里只为杜塞尔多夫出战了一场德乙和一场德国杯，大部分时间是为二队征战德西联，54场德西联打入4球，奉献2次助攻。
德甲升班马杜塞尔多夫宣布日美混血球员金城·贾斯丁·俊树不会延长他在夏天到期的合同。金城贾斯丁俊树加盟群马草津温泉。

## 國家隊生涯
金城俊树是日本现役国奥球员，他可能会随队参加2020年东京奥运会。

## 外部連結
- 日本職業足球聯賽中的金城俊樹 （日語）
- 金城俊樹的X（前Twitter）
- 金城俊樹的Instagram帳戶
- Soccerway資料庫：金城俊樹  （英文）